# Gynoplistia dimidiata
Gynoplistia dimidiata là một loài ruồi trong họ Limoniidae. Chúng phân bố ở miền Australasia.